# Данијел Дефо
Данијел Дефо (енгл. Daniel Defoe), рођен као Данијел Фо (енгл. Daniel Foe; Лондон, 13. септембар 1660 — Лондон, 24. април 1731) био је енглески писац, новинар и памфлетиста. Најпознатији је по свом роману Робинзон Крусо, објављеном 1719. године, за који се тврди да је други по броју превода одмах иза Библије. Он је cматран једним од најранијих заговорника енглеског романа и помогао је популаризацији форме у Британији са другима као што су Афра Бен и Семјуел Ричардсон. Дефо је написао многе политичке трактате, често је био у невољи са властима и провео је један период у затвору. Интелектуалци и политички лидери обраћали су пажњу на његове свеже идеје и понекад га консултовали.
Дефо је био плодан и свестран писац, произвео је више од три стотине дела — књига, памфлета и журнала — о различитим темама, укључујући политику, злочин, религију, брак, психологију и натприродно. Такође је био пионир пословног новинарства и економског новинарства.

## Биографија
Син је лондонског месара Џејмса Фоа, али је касније свом презимену додао де- како би звучало отменије. Школовао се у такозваној Академији за отпаднике од Англиканске цркве у Newington Green-у. Тамо је добио практично образовање, учећи историју, географију, политичке науке, живе стране језике и латински језик. То се одразило на Дефоовој уметничкој прози, лишеној свих књишких утицаја сем библијских.
Више година бавио се грађевинским пословима у Корнхилу, а потом је постао и власник циглане у близини Тирберија у Есексу.
Оженио се 1684. године девојком из имућне породице и имао седморо деце. У животу је радио многе послове. Најпре се бавио трговином, потом политиком, стицао је велики иметак и брзо га губио, живео је бурно, писао је памфлете против владе, а био је и владин агент, извесно време и њен шпијун, можда и двоструки шпијун, по мишљењу његових биографа, мењао је политичке ставове и углавном је почео да пише журналистику. Учествовао је у обрачунима између Вилијама III Оранскога чијој се војсци придружио у сукобу с католичким краљем Џејмсом II. У том сукобу победила је Вилијамова војска.

## Живот сатиричара
Прва сатира коју је написао била је Прави Енглез. Иако је била уперена против високог енглеског племства, у први мах била је лепо примљена и донела му похвале и корист. Написао је више од хиљаду и двеста стихова како би исмејао национални мит енглеског племства. Извргнуо је руглу све чега се дотакао, не штедећи ни главног судију Крвавог суда, Џефрија Џефриса након његове смрти.
Охрабрен успехом, наставио је да пише сатире.
Написао је прво напредни, просветитељски Есеј о пројектима, којим се залагао за унапређење енглеског друштва, захтевајући да се већа пажња посвети поморцима, научницима, изумитељима, васпитању и већем праву жена.
Наредна сатира био је Кентски меморандум, којим је захтевао да бирачи имају могућност контроле над својим представницима у Парламенту, а потом и Најједноставнији начин обрачуна са дисидентима, 1. децембра 1702. године, који му је донео низ невоља.
Најједноставнији начин обрачуна са дисидентима проглашен је бунтовничким списом па је само месец дана након објављивања, 3. јануара 1703. године, издат налог за Дефоово хапшење. Налог је потписао лично председник краљевске владе, Ерл до Нотингема. Четири дана након налога, заплењени су сви одштампани примерци и спаљени. Крио се четири месеца а онда ухапшен 20. маја и одведен у лондонску тамницу Њугејт где је чекао суђење.
Осуђен је јула 1703. године на казну затвора, новчану казну, три дана стуба срама и седам година доброг владања. Након стуба срама, у затвору је провео још неколико месеци. Док је служио казну написао је сатиричну „Химну стубу срама”.
Обзиром да је банкротирао јер му је посао пропао док је служио затворску казну, породица му је остала на ивици егзистенције. Како би заштитио породицу, потписао је да више неће писати против власти али и да ће радити као тајни агент министра председника Харлија. Краљица му је опростила новчану казну а касније прилозима и помогла његову породицу.
Након изласка из затвора, написао је аутобиографски иронично-сатирични роман Елегија за писца Правога Енглеза а затим се определио за прозу и романе и постао познати писац.

### Рад за владу
Године 1707. бавио се шпијунским послом у корист енглеске владе у време када се размишљало о стварању уније са Шкотском. Ниједан посао му није полазио за руком. Доживео је неуспех као власник трговинске радње у којој се продавала племенита роба. Утемељио је популарни лист The Review у коме је објављивао памфлете. Тај лист је увео знатне промене у енглеској журналистици. Пре тога, новине су излазиле једанпут недељно и доносиле преводе вести из иностранства и текуће политичке вести са изразито страначке тачке гледишта. The Review је излазио трипут недељно, са есејом издавача, писмом уредника и уз разне ситне натписе и обавештења.

## Изабрани радови

### Романи
Романе је почео објављивати тек са шездесет година, али је у периоду од свега пет година, један за другим, објавио знатан број романа.
Сматра се за једног од главних популаризатора романа, нове књижевне форме у Енглеској у то време. Најпознатији Дефоов роман је Робинзон Крусо (1719). Прича о бродоломнику који доспева на пусто острво и у борби за опстанак доживљава многе авантуре. Претпоставља се да је роман инспирисан доживљајима шкотског морнара Александера Селкирка (енгл. Alexander Selkirk), који је након бродолома неколико година живео на једном пацифичком острву. Постоји још једна књига о Робинзону, али она никада није достигла славу прве књиге и била је написана из чисто комерцијалних разлога.
Остали важни романи које је написао Данијел Дефо су: Мол Фландерс (Moll Flanders, 1722), Записи из доба куге (A Journal of the Plague Year, 1722), Пуковник Џек (Colonel Jack, 1722), Успомене једнога кавалира (Memoirs of a Cavalier, 1724), Роксана (Roxana, 1724).
Данијел Дефо је један од првих писаца чије је дело у 18. веку преведено на српски језик. Његов најпознатији роман Робинзон Крусо појавио се у словеносрпском преводу као Живот и чрезвичајна прикљученија славнога Англеза РОБИНЗОНА КРУСЕ от Јорка собственом руком његовом списана. Част перваја. Из Немечкого Н. Лазаревичем преведена. В Будиме. Печатана писмени краљевск. Всеучилишћа, 1799 године. Утврђено је да је ово прво дело енглеске књижевности у потпуности преведено на српски језик.
- The Consolidator, or Memoirs of Sundry Transactions from the World in the Moon: Translated from the Lunar Language (1705)[11]
- Robinson Crusoe (1719) – originally published in two volumes:[11]
  - The Life and Strange Surprizing Adventures of Robinson Crusoe, of York, Mariner: Who Lived Eight and Twenty Years [...]
  - The Farther Adventures of Robinson Crusoe: Being the Second and Last Part of His Life [...]
- Serious Reflections During the Life and Surprising Adventures of Robinson Crusoe: With his Vision of the Angelick World (1720)
- Captain Singleton (1720)
- Memoirs of a Cavalier (1720)
- A Journal of the Plague Year (1722)
- Colonel Jack (1722)
- Moll Flanders (1722)
- Roxana: The Fortunate Mistress (1724)

### Нефикција
- An Essay Upon Projects (1697)
- The Storm (1704)
- Atlantis Major (1711)
- The Family Instructor (1715)
- Memoirs of the Church of Scotland (1717)
- The History of the Remarkable Life of John Sheppard (1724)
- A Narrative of All The Robberies, Escapes, &c. of John Sheppard (1724)
- A tour thro' the whole island of Great Britain, divided into circuits or journies (1724–1727)
- A New Voyage Round the World (1724)
- The Political History of the Devil (1726)
- The Complete English Tradesman (1726)
- A treatise concerning the use and abuse of the marriage bed... (1727)
- A Plan of the English Commerce (1728)

### Памфлети или есеји у прози
- The Poor Man's Plea (1698)
- The History of the Kentish Petition (1701)
- The Shortest Way with the Dissenters (1702)
- The Great Law of Subordination Consider'd (1704)
- Giving Alms No Charity, and Employing the Poor (1704)
- The Apparition of Mrs. Veal (1706)
- An Appeal to Honour and Justice, Tho' it be of his Worst Enemies, by Daniel Defoe, Being a True Account of His Conduct in Publick Affairs (1715)
- A Vindication of the Press: Or, An Essay on the Usefulness of Writing, on Criticism, and the Qualification of Authors (1718)
- Every-body's Business, Is No-body's Business (1725)
- The Protestant Monastery (1726)
- Parochial Tyranny (1727)
- Augusta Triumphans (1728)
- Second Thoughts are Best (1729)
- An Essay Upon Literature (1726)
- Mere Nature Delineated (1726)
- Conjugal Lewdness (1727)

### Памфлети или есеји у стиховима
- The True-Born Englishman: A Satyr (1701)
- Hymn to the Pillory (1703)
- An Essay on the Late Storm (1704)

### Неки спорни радови приписани Дефоу
- A Friendly Epistle by way of reproof from one of the people called Quakers, to T. B., a dealer in many words (1715).
- The King of Pirates (1719)
- The Pirate Gow (1725)
- A General History of the Pyrates (1724, 1725, 1726, 1828)
- Captain Carleton's Memoirs of an English Officer (1728).[12]
- The life and adventures of Mrs. Christian Davies, commonly call'd Mother Ross (1740)[13]